# Yvon Lemire
Yvon Lemire (Baie-de-Shawinigan, le 19 décembre 1939 - ) est un entrepreneur et un homme politique québécois. Il était le député libéral de la circonscription de  Saint-Maurice à l'Assemblée nationale du Québec de 1985 à 1994.